# خوسيه أنطونيو باراكيه روفيرالتا
خوسيه أنطونيو باراكيه روفيرالتا (بالكتلونية: Jose Antonio Barraquer Roviralta) هو طبيب عيون إسباني ولد في برشلونة 28 آب 1852، وتوفي عام 1924 في سان كليمانت دي يوبريغات.
درس الطب في جامعة برشلونة. في عام 1903 أسس جمعية طب العيون في برشلونة. يعد مؤسسا لمدرسة طب العيون الكاتالونية.
وهو شقيق طبيب الأعصاب لويس باراكيه روفيرالتا.